# Juan Wanceslao Figuereo

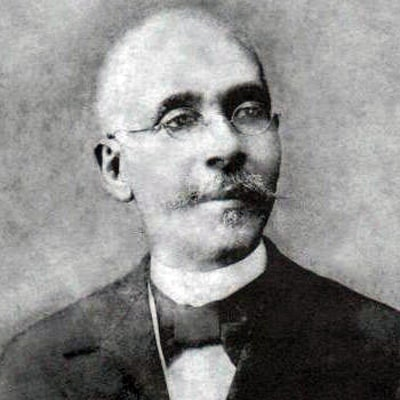
Juan Wanceslao Figuereo

Juan Wanceslao Figuereo (* 1834 in San Juan de la Maguana; † 1910) war ein dominikanischer Politiker und Präsident der Dominikanischen Republik.

## Biografie
Im Alter von 14 Jahren trat er als Militärkadett in die Streitkräfte ein, wo er auch seine schulische Grundbildung erhielt. In den folgenden Jahren diente er in der Armee während der Schlachten gegen die Rückeroberungsversuche Haitis. Zum Zeitpunkt der erneuten Annexion der Dominikanischen Republik durch Spanien 1861 dient er als Hauptmann in einer Einheit in seiner Geburtsstadt San Juan de la Maguana. Allerdings trat er kurz darauf der republikanisch gesinnten Roten Partei (Partido Rojo) bei, gewann zunehmend an Einfluss in seiner Heimatprovinz San Juan und steigt schließlich zum General auf. Bereits 1876 kandidierte er für das Amt des Präsidenten, unterlag dabei jedoch Ulises Francisco Espaillat (24.329 Stimmen) und erhielt nach Gregorio Luperón (559 Stimmen) und Manuel María Gautier (452 Stimmen) mit 254 Wählerstimmen lediglich das viertbeste Stimmergebnis.
Nach dem Tod des Diktators Ulises Heureaux am 26. Juli 1899 wurde er als amtierender Vizepräsident und Kriegsminister (Ministro de Guerra) dessen Nachfolger als Präsident der Dominikanischen Republik. Dabei versuchte er vergeblich die Revolutionäre zu verfolgen und in Moca festzusetzen. Bald darauf befand sich das gesamte Land im Ausnahmezustand und die Revolution breitete sich von Cibao aus weiter aus. Bereits am 31. August wurde er durch General Horacio Vásquez gestürzt, der ihm als Präsident nachfolgte. Figuereo selbst zog sich daraufhin aus dem politischen Leben zurück und begab sich kurze Zeit später nach Madrid ins Exil.